# Барий
Барият (Ba) е химичен елемент, сребрист мек метал от групата на алкалоземните метали (група 2), период 6, с атомен номер 56, относителна атомна маса 137,33 и степени на окисление +1 и +2, като +2 е най-характерна. Висшият оксид е силно основен.

## Откриване
Минералът барит (BaSO4) е известен като „тежък камък“ в началото на 16 век. Тогава алхимиците се надяват, че съдържа злато, поради което го нагряват с дървени въглища, но така се получава само фосфоресциращото вещество BaS.
Барият е открит като бариев оксид в минерала магнезия (магнезиев оксид) през 1772 г. от Карл Шееле.
През 1774 г. Шееле изследва минерала пиролузит (MnO2). Пре пречистването му той отделя незначително количество BaO, който првръща в сулфат. Изпраща няколко такива кристала на своя колега Йохан Готлиб Ган, откривателя на мангана. Месец по-късно Ган установява, че този сулфат е идентичен на барит.
През 1808 г. Хъмфри Дейви изолира елемента в чист вид чрез електролиза.
Името на бария произлиза от гръцки, което означава „тежък“.

## Разпространение
Барият е сравнително широко разпространен елемент и със своите 0,05% е на 14-о място по разпространение сред елементите в земната кора. Той е сравнително силно активен и винаги е свързан с други елементи под формата на минерали – главно под формата на минералите барит (BaSO4) и витерит (BaCO3), които се добиват по минен начин. Минералът бенетоит (BaTiSi3O4), който се смята за скъпоценен камък, се среща много рядко, в обкръжение с други минерали. Въпреки че барият има свои минерали и е съсредоточен на определени места в земната кора, той е силно разсеян.

## Физични свойства
Барият е сребристобал блестящ метал с много висока температура на топене. Има атомно тегло 137,327. Барият е малко по-твърд от оловото. Има кубично стеноцентрична кристална решетка. Притежава средна твърдост и се поддава на механична обработка.

### Изотопи
Барият има седем стабилни изотопа: 130Ba, 132Ba, 134Ba, 135Ba, 136Ba, 137Ba, 138Ba.
Два от стабилните изотопи на бария имат период на полуразпад – 130Ba (>4×1021 г., двоен β+–разпад) и 132Ba (>3×1020 г., двоен β+–разпад), които времена на полуразпад са многократно по-големи от възрастта на Земята.
Получени и изследвани са 32  радиоактивни изотопа на бариа, Най-дългоживущият от тях е 133Ba, който има период от 10,5 години. Останалите имат живот дни, часове, секунди и части от секундата. Известни са и 9 изомера в областта A от 115 до 153.
Радиоактивните изотопи с A от 138 до 145 са продукти от деленето на урана.

## Химични свойства
Барият е двувалентен и има електронната структура KLMN5s25p66s2 – прибавя 6s-електрон се в сранение с Cs. Има ясноизразен електроположителен характер.
Свойствата на бария са подобни на тези на стронция и калция. Притежава редуциращи свойства:
{\displaystyle {\ce {3Ba + Al2S3 -> 3BaS + 2Al}}}.
Той реагира екзотермично с кислорода при стайна температура:
{\displaystyle {\ce {2Ba + O2 -> 2BaO + Q}}}.
На въздух се покрива с жълта корица от оксид, пероксид, хидроксид и нитрат.
Барият и неговите летливи соли горят със зелен (жълто-зелен) пламък.
Разтваря се в течен амоняк, като механизмът на възламеняването е аналогичен на този при алкалните метали. От разтвора е изолирано твърдо амонячно съединение с медно-златист цвят, което лесно се разлага:
{\displaystyle {\ce {Ba(NH3)6 -> Ba(NH2)2 + 4NH3 + H2}}}.
Самовъзпламениява се при удар и реагира лесно с неметали:
{\displaystyle {\ce {Ba + H2 -> BaH2}}};
{\displaystyle {\ce {Ba + Cl2 -> BaCl2}}};
{\displaystyle {\ce {Ba + S -> BaS}}}.
Взаимодейства силно с киселините:
{\displaystyle {\ce {Ba + 2HCl -> BaCl2 + H2 ^}}}.
Лесно разлага водата, образувайки хидроксид:
{\displaystyle {\ce {Ba + 2H2O -> Ba(OH)2 + H2 ^}}}.

## Съединения
Химичната връзка в съединенията на бария е в голяма степен йонна. Йонът Ba2+ има конфигурация на благороден газ, оказващ слабо поляризиращо действие, поради което съединенията му са предимно безцветни. Оцветяването при някои от тях се дължи на аниона. Здравата връзка в съединенията на бария и голямата енергия на кристалната решетка определя малката разтворимост на някои негови съединения – флуорид, сулфат, фосфат, карбонат и оксалат. Солите с анионите Cl-, Br-, I-, S2-, CN-, NO-
3, CH3COO- и SCN- са много разтворими.

### Халогениди
Бариевите халогениди се получават при взаимодействие на с BaCO3 и съответната халогеноводородна киселина:
{\displaystyle {\ce {BaCO3 + 2HX -> BaX2 + H2CO3}}}.
Бариевият дифлуорид се използва в безоксидните стъкла.
Бариевият дихлорид кристализира с 2 молекули вода – BaCl2•2H2O, което е уникално за 2 група. Той намира приложение като реактив за откриване на  SO-
4 йони и в селското стопанство за борба с някои вредители по растенията.

### Оксиди и хидроксид
Бариевият оксид има йонна връзка, висока температура на топене и кристализира в кубична сингония тип NaCl.
Бариевият оксид се получава при термична дисоцияция на BaCO3:
{\displaystyle {\ce {BaCO3 ->[{1360°C}] BaO + CO2 ^}}}
Получава се по-лесно при тепмично разлагане на Ba(NO3)2:
{\displaystyle {\ce {2Ba(NO3)2 ->[{1000°C}] 2BaO + 4NO2 + O2}}}.
В пламъка на водородната горелка излъчва ярка светлина. Реагира с H2O и CO2 до карбонат.
Бариевит пероксид е стабилно съединение. Получава се при нагряване на BaO в струя кислород:
{\displaystyle {\ce {2BaO + O2 <=>[{600°C}][{800°C}] 2BaO2}}}.
Бариевият дихидроксид се доближава до алкалните основи. Кристализира в хидратна форма – Ba(OH)2•8H2O. Много наситен разтвор на Ba(OH)2 под названието баритова вода се използва като чувствителен реактив за откриването на CO2.

### Съединения с кислородсъдържащи киселини
Анионите на кислородсъдържащите киселини са големи по размери, симетрично изградени и затова сравнитетлно слабо се поляризират при взаимодействие с бария.
Най-важните неразтворими соли на бария са карбонатите, оксалатите, хроматите, фосфатите и нитратът.
Бариевият карбонат може да бъде получен от BaO. Взаимодейства сравнително лесно с TiO2:
{\displaystyle {\ce {BaCO3 + TiO2 ->[{700-800°C}] BaTiO3 + CO2 ^}}}.
Бариевият титанат е ценен сенгетоелектрик и пиезоелектрик с висок коефициент на диелектричната константа.
Бариевият сулфат се използва за смазка при пробиването на петролни кладенци и в рентгенографска диагностика на храносмилателната система, тъй като поглъща рентгеновите лъчи. Служи и за пълнител при производството на различни видове гума и на по-висококачествена хартия. Смес от BaSO4 и ZnS е бялата боя литопон, която не потъмнява на въздух. Получава се при смесване на разтвори от бариев сулфид и цинков сулфат:
{\displaystyle {\ce {BaS + ZnSO4 -> BaSO4 + ZnS}}}.
Бариевят нитрат кристализира безводен – BaNO3. Разлага се при загряване до нитрит, а след това дава оксид. В присъствие на окислител и горливо вещество, например KClO4, S, C, оцветява пламъка в характерно жълто-зелено и се използва за фойерверки.
Известни са разтворими бариеви соли с оксокиселините на хлора.

### Други съединения
Бариевият хидрид се получава при директен синтез на елементите при загряване. Това е бяло кристално вещество с йонна връзка и прилича на хидридите на алкалните метали. При загряване във въздуха изгаря:
{\displaystyle {\ce {BaH2 +O2 ->[{t°}] BaO + H2O}}}.
Реагира с водата:
{\displaystyle {\ce {BaH2 + H2O -> Ba(OH)2 + H2 ^}}}.
При висока темепература барият дава карбид и силицид. Нитридът (Ba3N2) се получава чрез пряк синтез при обикновена температура. Със сярата дава сулфид (BaS) и полисулфиди (BaSn).
Дава много комплекси с органични лиганди, особено ако имат нуколко донорни атома.

## Получаване
Получаването на метален барий се основан.ва на елес.ктролизата на стопен BaCl2 или чрез редукция чрез алуминий на смес от BaO и BaO2 в електрически нагреваема вакуумна пещ.
Той също може да бъде получен при металотермична редукция на BaO с алуминий:
{\displaystyle {\ce {4 BaO + 2Al -> 3Ba ^ + Ba(AlO2)2}}}.
Процесът се провежда във вакуум при 1200 °C. При тези условия полученият метал се отделя във вид на пари.
Поради това, че барият е сравнително много разсеян в природата, неговото добиване е трудно и изисква значително количество енергия, поради което цената му е твърде висока.

## Приложение
Най-честата употреба на този елемент е във вакуумните тръби – като гетер в електронните вакуумни прибори за подобряване на вакуума, като при неговото нагряване взаимодейства с остатъчните следови газове в обема, луминисцентните лампи, в пиротехниката (съединенията на бария горят със светлозелен пламък) и производството на свещи за автомобили. Някои съединения на бария се употребяват също и във фотографията, медицината, производството на стъкло и бои и др.
Използва се също като разкислител при пречистването на медта.
Барият формира сплави с метали като Al, Ni, Zn, Pb, Sn. Сплав на барий с никел лесно изпуска електрони при нагряване и се използва в електронните тръби.

## Физиологично действие
Приемането на по-високи дози барий причинява стомашно-чревни разстройства, мускулна слабост, затруднено дишане и повишаване или спадане на кръвното налягане.
Разтвориимите бариеви съединения на бария са токсични за хората, животните и растенията.